# Vitali Milman

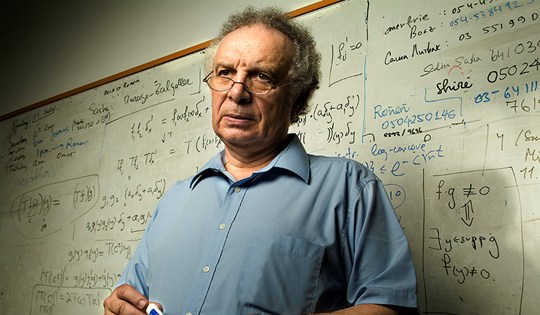
Vitali Milman (2007)

Vitali Davidovich Milman (russisch Виталий Давидович Мильман, Witali Dawidowitsch Milman; hebräisch ויטלי מילמן; * 23. August 1939 in Odessa, Sowjetunion) ist ein israelischer, aus der ehemaligen Sowjetunion stammender Mathematiker, der sich mit Funktionalanalysis beschäftigt.

## Leben und Werk

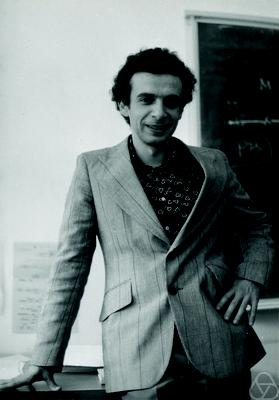
Vitali Milman (1975)

Milman ist ein Sohn des Mathematikers David Milman. Er studierte ab 1956 an der Universität Charkiw, wo er 1961 bei Boris Jakowlewitsch Lewin seinen Master-Abschluss (Differentialoperatoren) machte und 1965 promoviert wurde (Sturm-Liouville-Operatoren in einem nicht selbst-adjungierten Fall), während er gleichzeitig schon ab 1961 Vorlesungen hielt und eine Computer-Gruppe erst am Institut für Tieftemperaturphysik in Charkiw und später am Institut für chemische Physik in Moskau leitete. Er habilitierte 1970 (russischer Doktortitel) mit der Arbeit „Untersuchung über die unendlich dimensionale Geometrie eines Banachraumes“. 1973 ging er nach Israel, wo er Associate Professor an der Universität Tel Aviv war. 1976/77 war er Senior Fellow am Institute for Advanced Study der Hebrew University in Jerusalem. 1978/79 war er Gastprofessor der State University of New York at Albany. Seit 1980 ist er Professor an der Universität Tel Aviv. Er war unter anderem Gastprofessor und Gastwissenschaftler an verschiedenen US-amerikanischen und kanadischen Universitäten, am Institute for Advanced Study (1988), am IHES, dem MSRI (1996 als Organisator eines Programms über Konvexität und geometrische Funktionalanalysis), der Universität Kiel und am Max-Planck-Institut für Mathematik in Bonn.
Seit 1990 ist er Herausgeber der Zeitschrift „Geometric and Functional Analysis“. 1986 und 1998 war er Invited Speaker auf dem ICM (Vortrag 1998 in Berlin: Randomness and pattern in convex geometric analysis) und 1996 auf dem ECM (Surprising geometrical phenomena of high dimensional convexity theory). 2000 bis 2002 war er Präsident der Israel Mathematical Union und Mitglied der European Mathematical Union. Er ist Fellow der American Mathematical Society.
1971 gab er einen neuen Beweis des Satzes von Dvoretzky aus der lokalen Theorie der Banachräume (auch asymptotische Funktionalanalysis genannt). In geometrischer Fassung stellt es für jeden n-dimensionalen konvexen Körper die Existenz von Ellipsoiden (in der Dimension proportional zu log(n)) als Schnittflächen sicher. Die beim Beweis durch Milman verwendeten Methoden (Maß-Konzentration, engl. concentration of measure) waren sehr einflussreich auch über die Theorie der Banachräume hinaus.
Sein Bruder Pierre Milman ist ein kanadischer Mathematiker. Zu seinen Doktoranden gehören Bo'az Klartag und Ronen Eldan.

## Preise
- 2002: israelischer Landau-Preis
- 2007: EMET-Preis
- 2024: Israel-Preis

## Schriften
- mit G. Schechtman: Asymptotic theory of finite dimensional normed spaces, Lecturenotes in mathematics, Band 1200, Springer 1986, 2. Auflage 2002
- mit Y. Idelman, A. Tsolomitis: Functional Analysis – an introduction. Graduate Studies in Mathematics, American Mathematical Society. 2004
- Herausgeber mit J. Lindenstrauss von verschiedenen Bänden Geometric Aspects of Functional Analysis. Israel Seminar bei Lecturenotes in Mathematics, Springer Verlag (1985/86, 1986/87, 1987/88, 1989/90, 1992/94, 1996–2000, 2001/02, 2003/04, 2004/05)
- mit K. Ball (Hrsg.): Convex geometry and geometric analysis, MSRI Publications Band 34, Cambridge University Press 1999
- Observations of the movement of peoples and ideas in twentieth century mathematics, in Bolibruch, Osipov, Sinai (Herausgeber) Mathematical Events of the Twentieth Century, Springer 2006, S. 215.

## Verweise
1. ↑  Vitali Milman im Mathematics Genealogy Project (englisch)
2. ↑  Functional Analysis and Applications, Band 5, 1971, Nr. 4 (russisch)
3. ↑  Timothy Gowers, The two cultures of mathematics. Mathematics: frontiers and perspectives, AMS, 2000, S. 65–78.

| Personendaten    | Personendaten                         |
| ---------------- | ------------------------------------- |
| NAME             | Milman, Vitali                        |
| ALTERNATIVNAMEN  | Мильман, Виталий Давидович (russisch) |
| KURZBESCHREIBUNG | israelischer Mathematiker             |
| GEBURTSDATUM     | 23. August 1939                       |
| GEBURTSORT       | Sowjetunion                           |